# Ardiège
Ardiège é uma comuna francesa na região administrativa da Occitânia, no departamento do Alto Garona. Estende-se por uma área de 3.76 km², com 361 habitantes, segundo os censos de 2018, com uma densidade de 96 hab/km².